# Someone in Control
Someone in Control é o segundo álbum lançado pela banda americana de rock Trapt, lançado em 13 de setembro de 2005, pela Warner Bros. Records. O álbum estreou em # 14 na Billboard 200. Três singles foram lançados:. "Stand Up", "Waiting", e "Disconnected (Out of Touch)". Someone In Control foi co-produzido por Trapt e Don Gilmore. As letras foram escritas por Chris Brown e a música composta por Trapt.

## Faixas
1. "Disconnected (Out of Touch)" – 3:47
2. "Waiting" – 3:50
3. "Victim" – 3:59
4. "Stand Up" – 3:59
5. "Lost Realist" – 4:06
6. "Skin Deep" – 3:45
7. "Influence" – 4:09
8. "Repeat Offender" – 3:16
9. "Bleed Like Me" – 3:27
10. "Use Me to Use You" – 3:29
11. "Product of My Own Design" – 3:32
12. "Alibi" - 4:15 (faixa bônus)

## Créditos
- Chris Brown - vocais
- Simon Ormandy - guitarra líder
- Pete Charell - baixo
- Aaron 'Monty' Montgomery - bateria, percussão